# Vlag van oblast Jaroslavl
De vlag van oblast Jaroslavl is in gebruik sinds 27 februari 2001. De vlag is ontleend aan het veld van het wapen van de oblast. Geel (goud) is een traditionele kleur om de regio te vertegenwoordigen. In het midden van de vlag staat een zwarte beer die een houweel in zijn linkerpoot over zijn schouder houdt. De beer komt uit de legende van Jaroslav de Wijze, die de stad Jaroslavl stichtte. Volgens het verhaal onderwierp Jaroslav de heidense bevolking door hun heilige beer te doden toen hij voor het eerst in de regio aankwam.
Een ander ontwerp, gebruikt van 1998 tot 2000, was een horizontale driekleur van wit, geel en groen.